# Suzhou (Anhui)
Suzhou (en chino, 宿州; pinyin, Sùzhōu (escuchar)ⓘ) es una ciudad-prefectura de la provincia de Anhui, en la República Popular China. Limita al norte y al este con la provincia de Jiangsu, al sur con la ciudad de Bengbu y al oeste con Huaibei. Su área es de 9938 km² y su población para 2020 superó los 5,3 millones de habitantes.

## Administración
La ciudad prefectura de Suzhou se divide  en 5 localidades que se administran en 1 distrito urbano y 4 condados rurales.
- Distrito Yongqiao (埇桥区)
- Condado Dangshan (砀山县)
- Condado Xiao (萧县)
- Condado Lingbi (灵璧县)
- Condado Si (泗县)

-Estos se dividen en 118 aldeas.

### Localidades con población en noviembre de 2010
- Dàngshān Xiàn 800,408
- Língbì Xiàn 975,308
- Sì Xiàn 798,650
- Xiāo Xiàn 1,130,916
- Yŏngqiáo Qū 1,647,642

## Clima
La ciudad de Suzhou se encuentra en una zona templada-cálida y tiene un Clima monzónico semihúmedo. Su invierno es muy frío, por lo general dura como cuatro meses, y el verano es caliente. La temporada de lluvias va de mediados de junio a finales de septiembre.
| Parámetros climáticos promedio de Suzhou (1971−2000) | Parámetros climáticos promedio de Suzhou (1971−2000) | Parámetros climáticos promedio de Suzhou (1971−2000) | Parámetros climáticos promedio de Suzhou (1971−2000) | Parámetros climáticos promedio de Suzhou (1971−2000) | Parámetros climáticos promedio de Suzhou (1971−2000) | Parámetros climáticos promedio de Suzhou (1971−2000) | Parámetros climáticos promedio de Suzhou (1971−2000) | Parámetros climáticos promedio de Suzhou (1971−2000) | Parámetros climáticos promedio de Suzhou (1971−2000) | Parámetros climáticos promedio de Suzhou (1971−2000) | Parámetros climáticos promedio de Suzhou (1971−2000) | Parámetros climáticos promedio de Suzhou (1971−2000) | Parámetros climáticos promedio de Suzhou (1971−2000) |
| Mes                                                  | Ene.                                                 | Feb.                                                 | Mar.                                                 | Abr.                                                 | May.                                                 | Jun.                                                 | Jul.                                                 | Ago.                                                 | Sep.                                                 | Oct.                                                 | Nov.                                                 | Dic.                                                 | Anual                                                |
| ---------------------------------------------------- | ---------------------------------------------------- | ---------------------------------------------------- | ---------------------------------------------------- | ---------------------------------------------------- | ---------------------------------------------------- | ---------------------------------------------------- | ---------------------------------------------------- | ---------------------------------------------------- | ---------------------------------------------------- | ---------------------------------------------------- | ---------------------------------------------------- | ---------------------------------------------------- | ---------------------------------------------------- |
| Temp. máx. media (°C)                                | 6.1                                                  | 8.5                                                  | 13.6                                                 | 21.0                                                 | 26.5                                                 | 30.7                                                 | 31.8                                                 | 31.1                                                 | 27.1                                                 | 22.0                                                 | 14.9                                                 | 8.7                                                  | 20.2                                                 |
| Temp. mín. media (°C)                                | -3.2                                                 | -1.1                                                 | 3.2                                                  | 9.6                                                  | 15.0                                                 | 20.3                                                 | 23.7                                                 | 23.1                                                 | 18.0                                                 | 11.6                                                 | 4.6                                                  | -1.2                                                 | 10.3                                                 |
| Precipitación total (mm)                             | 19.3                                                 | 27.2                                                 | 45.7                                                 | 51.7                                                 | 64.3                                                 | 115.4                                                | 218.2                                                | 115.7                                                | 81.8                                                 | 56.4                                                 | 29.2                                                 | 14.0                                                 | 838.9                                                |
| Días de precipitaciones (≥ 0.1 mm)                   | 4.7                                                  | 6.2                                                  | 7.9                                                  | 7.5                                                  | 7.8                                                  | 9.7                                                  | 13.6                                                 | 10.7                                                 | 8.4                                                  | 7.7                                                  | 6.0                                                  | 4.2                                                  | 94.4                                                 |
| Fuente: Weather China                                |                                                      |                                                      |                                                      |                                                      |                                                      |                                                      |                                                      |                                                      |                                                      |                                                      |                                                      |                                                      |                                                      |